# Hemileuca packardi
Hemileuca packardi är en fjärilsart som beskrevs av Cockerell 1914. Hemileuca packardi ingår i släktet Hemileuca och familjen påfågelsspinnare. Inga underarter finns listade i Catalogue of Life.